# 金錢的味道
《金錢的味道》（韓語：돈의 맛），是一部2012年上映的韓國電影，韓國情色名導林常樹繼《下女》後又一部揭露上流社會糜爛生活的作品。以金錢和情慾為核心，揭露人們在物質生活上得到滿足後出現的精神漏洞，並透過肉體的快感填補，最終無法自拔。在置景方面，打造400坪豪宅並為每位主角布置風格迥異的房間，展現不同的人物性格和命運走向。
本片入圍第65届戛纳电影节的主競賽單元，這是林常樹導演繼《下女》之後第二次入圍。

## 劇情介紹
財閥女主人白金玉是一個至老仍貪慕肉慾的婦人，她的丈夫尹會長是一個金錢中毒者，為了財富可以放棄所有，甚至是良知，他們居住的豪宅內流動著一股情慾與銅臭混雜的詭異味道。白金玉以金錢長期利誘自己的年輕男秘書英作，並保持著肉體關係，尹會長則為了排除寂寞，和女傭有著異常的親密關係。英作和白家女兒娜美是這個家族中擁有不同思想的人，有著曖昧的感情糾葛。 

## 演員陣容
- 金剛 飾 朱英作(配音:柳超堅)
- 白潤植 飾 尹會長(配音:袁光麟)
- 尹汝貞 飾 白金玉(配音:崔幗夫)
- 金孝珍 飾 尹娜美(配音:巫玉羚)
- 溫朱莞 飾 尹哲利(配音:莊汶錡)
- 葛瀟轅

## 外部連結
- NAVER電影 （页面存档备份，存于）
- 互联网电影数据库（IMDb）上《錢．慾．劫》的资料（英文）